# Tschima da Flix
Tschima da Flix är en bergstopp i Schweiz.   Den ligger i regionen Maloja och kantonen Graubünden, i den östra delen av landet, 180 km öster om huvudstaden Bern. Toppen på Tschima da Flix är 3 316 meter över havet, eller 217 meter över den omgivande terrängen. Bredden vid basen är 1,2 km.
Terrängen runt Tschima da Flix är bergig västerut, men österut är den kuperad. Närmaste större samhälle är St. Moritz, 10,8 km öster om Tschima da Flix. 
Trakten runt Tschima da Flix består i huvudsak av gräsmarker. Runt Tschima da Flix är det glesbefolkat, med 14 invånare per kvadratkilometer.